# Наностержень

Наностержни оксида цинка (ZnO)

Наностержень (англ. nanorod) — нанообъект, относящийся к нитевидным нанокристаллам, у которого два размерных параметра находятся в диапазоне 1-100 нм, а третий — длина — несколько больше.

## Описание
Наибольший из размеров наностержня считается его длиной и совсем необязательно должен укладываться в нанодиапазон. Два других размера должны отличаться между собой меньше, чем в три раза, в то время как отношение длины наностержня к этим размерам должно быть больше, чем 3 : 1. Строгой границы между наностержнями и нановолокнами, а также нитевидными нанокристаллами не существует, однако к последним обычно относят наностержни (а при отсутствии информации о внутреннем строении — и нанотрубки) с соотношением размеров 10 : 1 и более.